# Bergbaufolgelandschaft

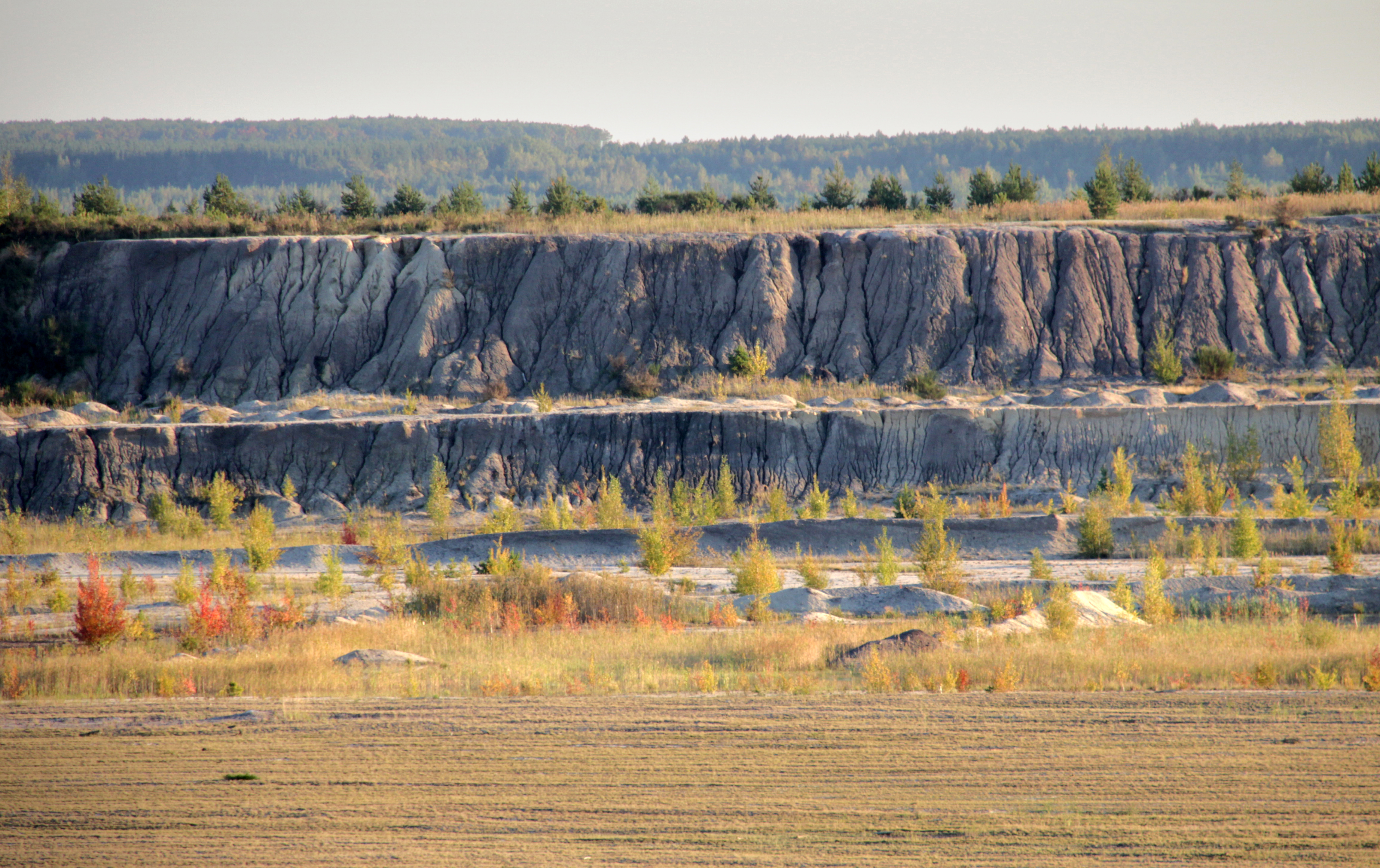
Bergbaufolgelandschaft in der Lausitz, 2011

Als Bergbaufolgelandschaft wird im Allgemeinen die in großräumigen Gebieten des Bergbaus während des Abbaus oder nach dessen Ende entstehende oder entwickelte Kulturlandschaft bezeichnet. Begrifflich ist zwischen Bergbaulandschaft und Bergbaufolgelandschaft zu unterscheiden. Gemäß fachlicher Definition ist die Bergbaufolgelandschaft eine aus der Bergaufsicht entlassene Bergbaulandschaft, unabhängig davon, ob und wie viele technische Maßnahmen zur Wiederherstellung von naturnahen Lebensräumen stattgefunden haben.
In der Vergangenheit wurden Bergbaugebiete der natürlichen Sukzession überlassen, die oft nur Ödland hervorbrachte. Neuere Bergbaufolgelandschaften dienen zumeist Folgenutzungen aus geplanter Rekultivierung zugunsten von Land- und Forstwirtschaft, aber auch als Naherholungs- oder Naturschutzgebiete. Vom Sanierungsbeginn bis zu einem stabilen Endzustand durchlaufen Bergbaufolgelandschaften mehrere Entwicklungsphasen, die sehr lange Zeiträume und sehr hohe finanzielle Mittel in Anspruch nehmen. Die gesellschaftlichen Kosten für Bergbaufolgelandschaften werden oft als Ewigkeitslasten bezeichnet.

## Problemstellung

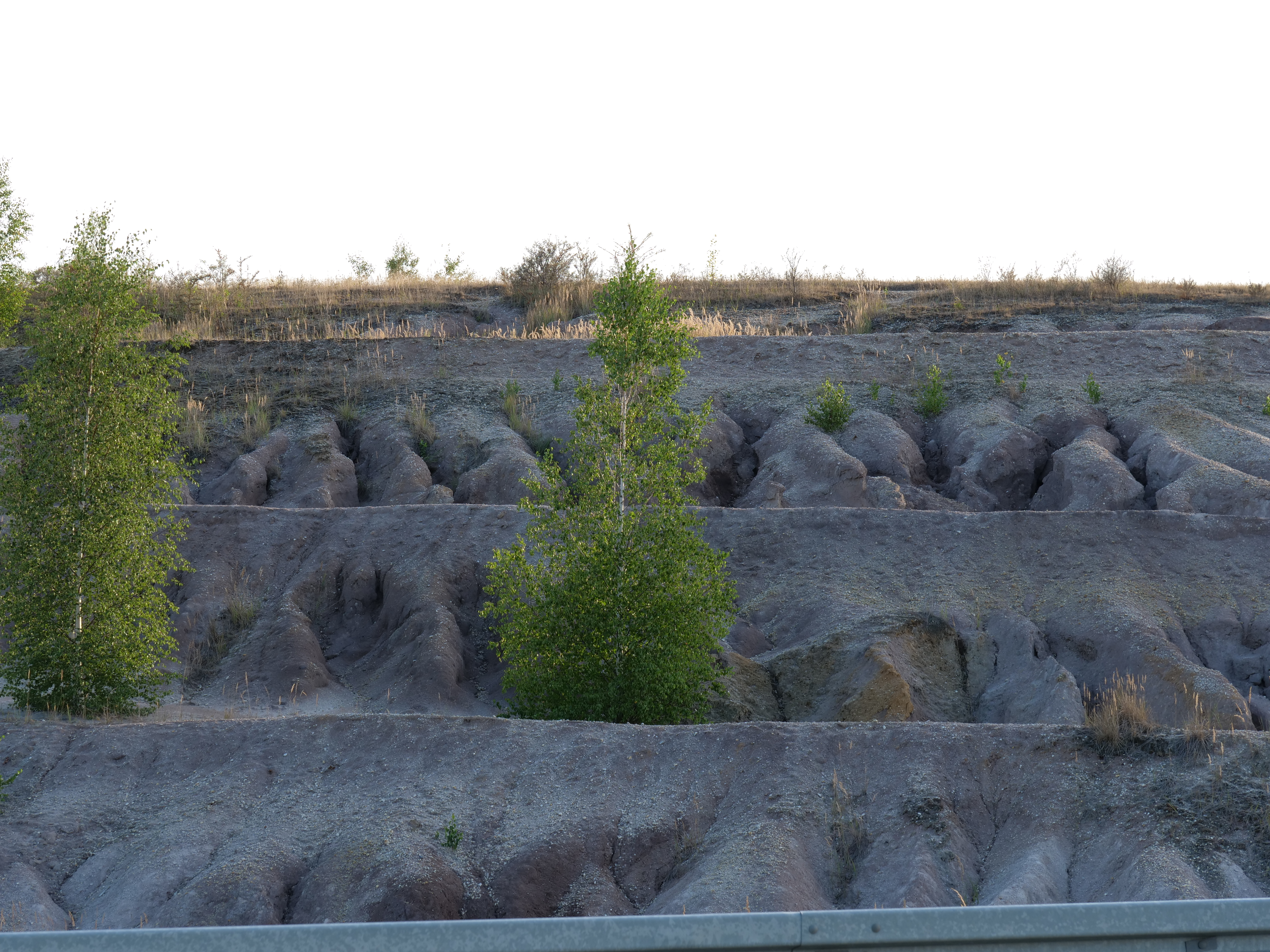
Haldenbewuchs einer Bergbaufolgelandschaft, Schleenhain, 2018

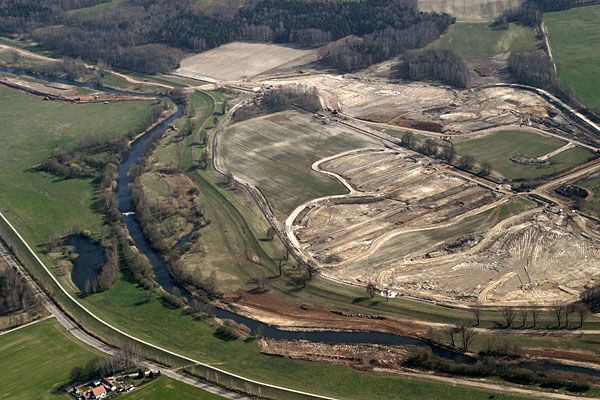
Sanierung einer Bergbaufolgelandschaft bei Maiberg, 2007

Die Gewinnung von Rohstoffen wie Erz oder Kohle stellt vor allem im Tagebauverfahren einen der extremsten Eingriffe in die Landschaft dar. Dabei werden Erdschichten belüftet, die zuvor Millionen Jahre lang abgeschottet (anoxisch) waren. Nach Beseitigung der vorhandenen Vegetationsdecke sind die Bodeneigenschaften grundlegend verändert und somit die ursprüngliche Landschaft vollständig zerstört. Das Bundesberggesetz (BBergG) verpflichtet in Deutschland unter anderem Bergbautreibende, aber auch Länder und Kommunen, zerstörte Landflächen durch technische und biologische Maßnahmen zu rekultivieren. Die Begriffsinhalte sind dabei folgende:
- Wiedernutzbarmachung ist das ordnungsgemäße Gestalten der vom Bergbau in Anspruch genommenen Oberfläche unter Beachtung des öffentlichen Interesses.
- Technisches Rekultivieren (Wiederurbarmachung) ist das Herrichten der vom Bergbau nicht mehr genutzten Flächen für die biologische Rekultivierung. Hierzu zählen Oberflächengestaltung devastierter Flächen, Grundmelioration, Böschungssicherung, Vorflutregulierung, Bau von Zufahrtswegen und Tagebaurestlochgestaltung.
- Biologisches Rekultivieren ist das Herstellen und Fördern der Bodenfruchtbarkeit auf technisch vorgerichteten Flächen. Dies erfolgt durch Bodenbearbeitung, Düngen, Humusanreicherung, Erstbepflanzung und rationelle landwirtschaftliche oder forstwirtschaftliche Folgenutzung.[6]
- Kippenböden sind junge Böden, die sich innerhalb von Jahrzehnten in Bergbaufolgelandschaften entwickeln: Sie entstehen aus „verkipptem“ Abraum (→ Verklappung) und sind besonders in den großen Braunkohletagebau-Revieren verbreitet. In der deutschen Bodenklassifikation zählen diese Böden zu den „terrestrischen Rohböden“ und zur Klasse der „Ah/C-Böden“, international sind Kippböden den Regosolen zugeordnet, oder, falls stark sandig, den Arenosolen. 2019 wurde der Bodentyp in Deutschland und Österreich zum Boden des Jahres ausgerufen.[7]

Im Zuge der Sanierungs- und Rekultivierungsarbeiten wird die Landschaft nochmals stark überformt. Die Beseitigung von Gefahren hat für die Entlassung der Flächen aus der Bergaufsicht dabei höchste Priorität. Zu diesem Zweck werden Maßnahmen zur Böschungssicherung, Bodenverbesserung, Erosionsminderung und Bodenverdichtung ergriffen, zum Beispiel mittels gezielter Sprengung oder Rüttelverdichtung. Grundsätzlich müssen zerstörte Flächen auf die gleiche Art genutzt werden können wie vor Beginn des Abbaus. Gleichfalls ist in den Auflagen, die Bergbautreibende erfüllen müssen, festgelegt, wie viel Fläche wieder für Land- oder Forstwirtschaft nutzbar sein soll. Das Gesetz schränkt allerdings die Umsetzung der Vorgaben durch den Passus „sofern gewünscht und zumutbar“ ein, sodass in der Praxis die Restlöcher oft mit Wasser gefüllt werden, da dies die einfachste Form der Nachnutzung ist.
Dabei stellt sich nicht nur für Bergbaugegner, sondern vor allem für Wissenschaftler zunehmend die Frage, ob angesichts der schwierigen bodengeologischen Bedingungen eine wirtschaftliche Nutzungsfähigkeit überhaupt wiederhergestellt werden kann. So weisen Umweltforscher staatlicher Institute darauf hin, dass Theorie und Praxis weit auseinanderklaffen, weil Sanierungsmaßnahmen kompliziert, langwierig und teuer sind. Unter anderem stellte das Geoforschungszentrum Potsdam (GFZ) fest, dass verschiedene Sanierungsmaßnahmen nicht funktionieren, da die Böden zu nachhaltig geschädigt sind. Vielmehr sei bei den entstehenden Bergbaufolgelandschaften die Frage der Stabilität und der Nachhaltigkeit der Ökosystementwicklung noch vollkommen ungeklärt. Gleichfalls gehen Wissenschaftler, beispielsweise der Georg-August-Universität Göttingen oder der BTU Cottbus-Senftenberg, davon aus, dass die Lösung der Umweltprobleme Jahrzehnte oder gar Jahrhunderte dauern wird, und im Zusammenhang mit Tagebauen nicht von Altlasten, sondern von Ewigkeitslasten zu sprechen sei.
Die größte Herausforderung für Bergbaufolgelandschaften stellen die aus tiefen Lagen an die Oberfläche gelangenden Tertiärsubstrate dar. Grundsätzlich müssen im Bergbau riesige Mengen an Grundwasser abgepumpt werden, um die gewünschten Rohstoffvorkommen überhaupt aus der Erde holen zu können. Dadurch sinkt beispielsweise nicht nur im Tagebau, sondern überall in der Umgebung der Grundwasserspiegel um viele Meter. Das verändert den Wasserhaushalt ganzer Landschaften. Der im Gestein enthaltene Pyrit, das sogenannte Katzengold, kommt dadurch in Kontakt mit Sauerstoff. Es bilden sich Eisenhydroxid und Sulfat. Ist die Förderung irgendwann unrentabel und wird eingestellt, steigt das Wasser wieder an und die Tertiärsubstrate gelangen in die Gewässer. Das führt bei Flüssen und Seen zur Verockerung und zur Sulfatbelastung. Auch bei der Wiederablagerung von Bodenabraum gelangt Pyrit an die Oberfläche, bei dessen Verwitterung Schwefelsäure entsteht. Die pH-Werte des Bodens oder in Tagebauseen des Wassers können dadurch weit unter 3,5 sinken, was die Nährstoffverfügbarkeit stark einschränkt. Zudem sind die sehr sauren und basenarmen Bedingungen der Bodenlösungen nicht selten von einem hohen Gehalt an Schwermetallen begleitet, die toxische Konzentrationen erreichen können.

### Tagebauseen

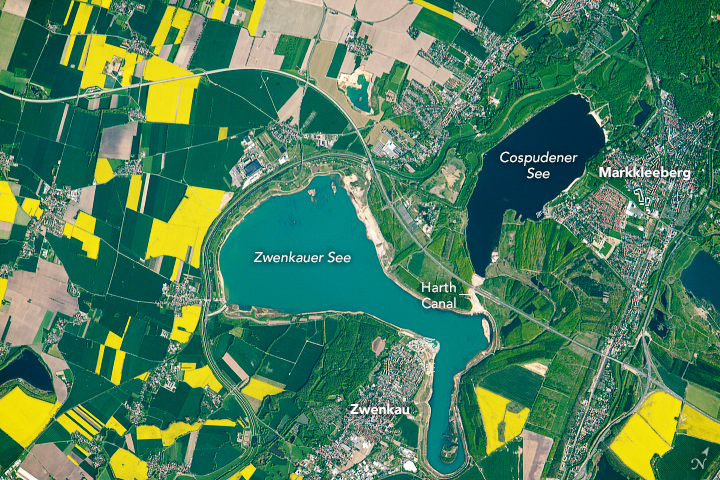
Teil der Bergbaufolgelandschaft Leipziger Neuseenland (2016); in diesem Gebiet befanden sich früher der jahrtausendealte Urwald Auf der Harth sowie die Dörfer Eythra und Bösdorf

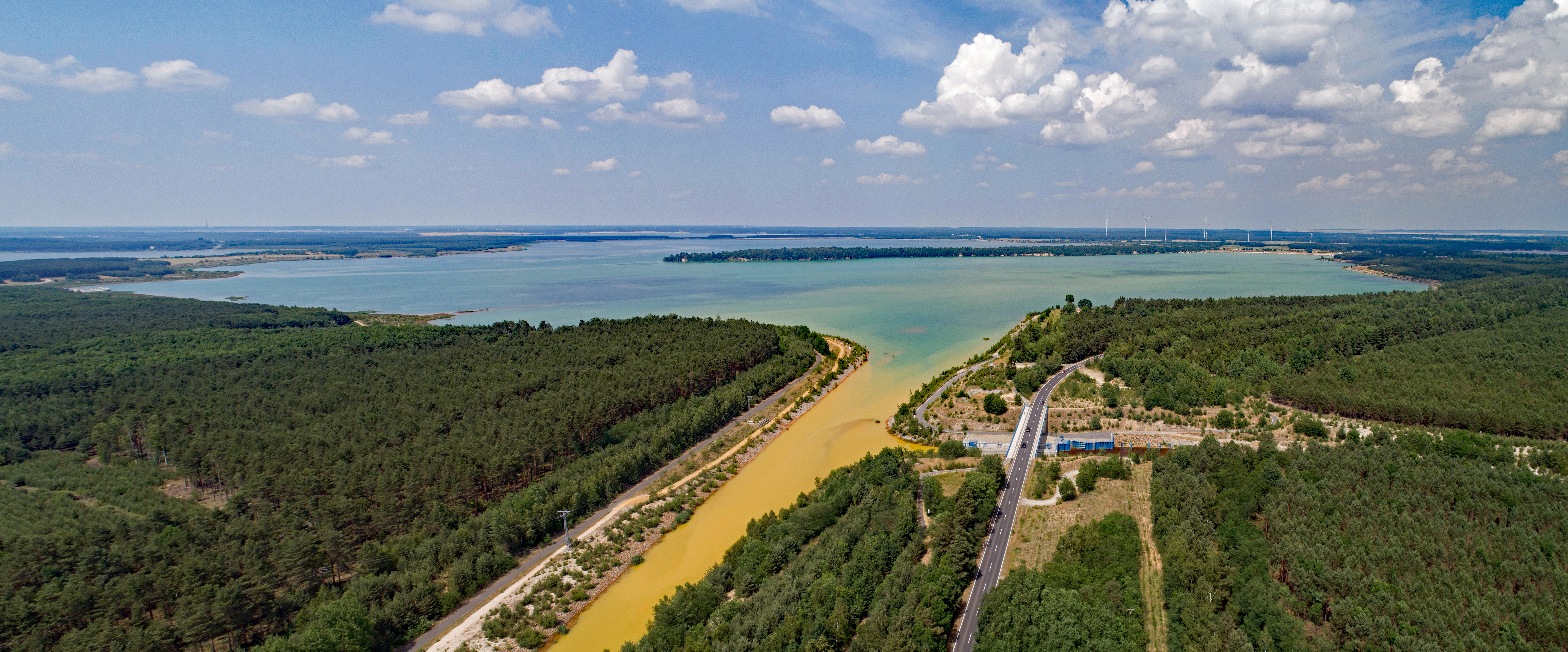
Partwitzer See mit deutlicher Verockerung, 2018

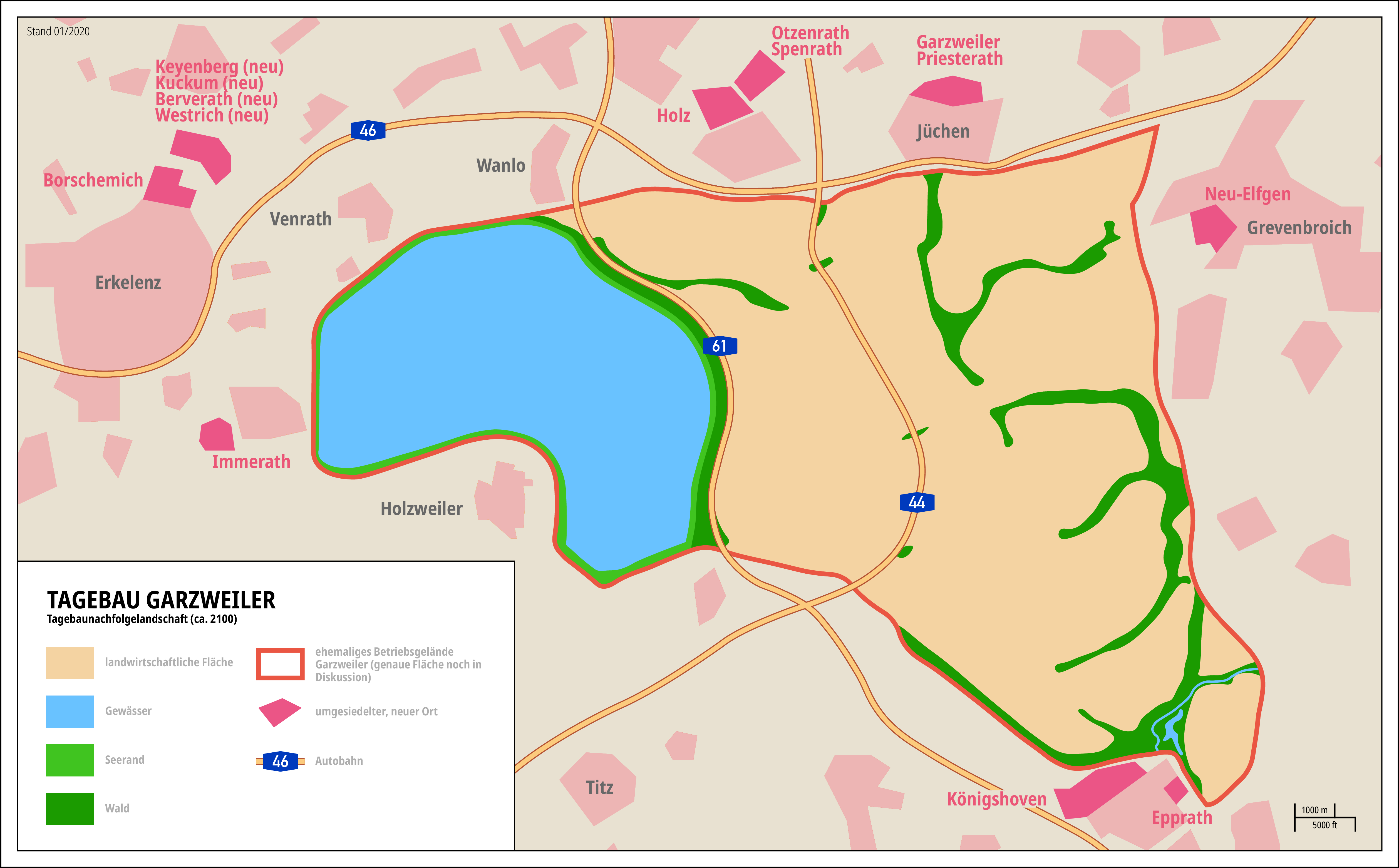
Geplante Bergbaufolgelandschaft des Tagebau Garzweiler im Jahr 2100, Detailplanungen bezüglich genauer Abbaugrenzen und Rekultivierung stehen noch aus

Die einfachste Form der Nachnutzung entsteht aus dem Tagebauloch. Im simpelsten Fall handelt es sich um einen Baggersee, der beim Kiesabbau entstanden ist. Sein Volumen entspricht ungefähr dem des entnommenen Rohstoffs. Soll nicht immer weiter das Grundwasser abgepumpt werden, ist eine Flutung unausweichlich. Auf diese Weise entstehen bei größeren Tagebauen bis zu 80 Meter tiefe Seen. Einem Bericht des Umweltbundesamts zufolge existierten seit dem Jahr 2017 in Deutschland mehr als 500 solcher Kohle-Bergbau-Seen. Die Mehrzahl davon befindet sich gegenwärtig noch in der Herstellung. Zu diesen Arbeiten zählen, neben der abschließenden Böschungssicherung und Gestaltung, die aktive Flutung durch Zuführung von Fremdwasser aus der Vorflut oder passive Flutung durch Eigenanstieg des Grundwassers, sowie die Erreichung einer den wasserwirtschaftlichen Anforderungen entsprechenden Gewässergüte.
Von ihrer Wasserchemie her ähneln Kohle-Bergbaufolgeseen sauren Vulkanseen. Durch die Verwitterung sulfidischer Mineralien liegen in diesen Gewässern die pH-Werte zwischen 2,5 und 3,5. Nur wenige Spezies können diese extreme Säurehärte vertragen. Fische brauchen einen pH-Wert von mindestens 5,5, um sich fortpflanzen zu können. Bei Muscheln, Krebsen und Schnecken muss der pH-Wert noch höher sein, anderenfalls lösen sich ihre Schalen und Panzer auf. Doppelt schwer haben es Pflanzen. Denn Nährstoffe wie Phosphor werden im sauren Wasser gebunden und sind für die Pflanzen nicht verfügbar. Zudem gibt es in den Tagebauseen wenig anorganischen Kohlenstoff, den die Pflanzen für die Photosynthese brauchen. Weil sich in den Tagebauseen biologische Komponenten und Gewässerzustände (Trophie, Nahrungsketten) abweichend zu normalen Seen verhalten und zahlreiche Nutzungen einschränken, wird dem Problem der Versauerung besondere Aufmerksamkeit gewidmet.
Ohne permanente Bearbeitung sind die Restlöcher für mehrere Jahrzehnte weder für Fische noch zum Baden geeignet. Letzteres steht zusätzlich im Gegensatz zu den regionalen Entwicklungsplänen, die für die meisten der Seen eine Badenutzung vorsahen. Diese Nutzung setzt gemäß der EU-Badewasserrichtlinie einen pH-Wert größer als 6 voraus, was in fast allen Fällen ohne „fremde“ Hilfe nicht erreicht werden kann. Um diesen Zuständen zu begegnen, wird dem Wasser mehrere Jahre lang Kalk und Natronlauge zugeführt. Da die wenigsten Baggerseen über einen natürlichen Zu- und Ablauf verfügen, sorgen Pumpen für die Verdünnung und den Sauerstoffaustausch. Durch Tausende Tonnen Kalk, die jährlich ins Wasser gegeben werden, hat sich bei einigen Seen der pH-Wert mittlerweile normalisiert. Dennoch muss die Neutralisierung – je nach Situation mit Kalk oder Wasser aus den umliegenden Flüssen – dauerhaft fortgesetzt werden, da immer wieder Säure aus dem Boden nachströmen kann. Bis diese Gefahr gebannt sei, werden nach Angaben des Leibniz-Instituts für Gewässerökologie und Binnenfischerei viele Jahrzehnte vergehen.
Die Folgekosten der Sanierungsmaßnahmen je Tagebausee sind beträchtlich. Beispielsweise hat die aus öffentlichen Mitteln finanzierte LMBV im Jahr 2016 für zwei Millionen Euro ein erstes eigenes Wasseraufbereitungsschiff in Dienst gestellt, das allein den Partwitzer See monatlich mit rund 1100 Tonnen Kalk düngt. Dabei steht für Renaturierungsökologen fest, dass nicht alle sauren Tagebauseen neutralisiert werden können. Das ist aus finanzieller Sicht nicht realisierbar, teilweise aber auch aus ökologischen und naturschutzfachlichen Aspekten nicht wünschenswert.
Obwohl nackte Ufer und trübes Wasser bei Bergbaufolgeseen noch überwiegen, konnten stellenweise Erfolge verzeichnet werden. Denn grundsätzlich sind in jedem Gewässer Bakterien enthalten und manche Pilze überleben auch in saurem Wasser. Ihnen folgt pflanzliches Plankton. Später siedelten sich im Optimalfall größere Wasserpflanzen und Kleinsttiere wie Wasserflöhe oder Rädertierchen an. Dennoch haben auch diese Seen immer wieder mit neuer Versauerung zu kämpfen und stellen langfristig für Tiere und Pflanzen einen unwirtlichen Lebensraum dar. In der Geoökologie wird derzeit davon ausgegangen, dass sich erst nach 50 oder 100 Jahren die hydrologischen Verhältnisse stabilisieren. Der ökologische Wert dieser Wasserlandschaften kann derzeit jedoch noch nicht bestimmt werden und ist dementsprechend umstritten. Beispielsweise rechnet das Sächsische Staatsministerium für Umwelt und Landwirtschaft bei Tagebauseen in der Lausitz damit, dass entsprechend den entstandenen Vorräten an Säure durch die Pyritverwitterung und dem Transport der Säure über den Grundwasserpfad das Rückversauerungspotenzial noch die nächsten 100 bis 200 Jahre Auswirkungen auf die Wasserqualität haben wird.
Auch die Erfahrungen anderer Institutionen zeigen, dass die bislang angewandten Modelle für die Vorhersagen der Stabilität und Wasserqualität nicht sicher sind. Nicht wenige der Tagebaufolgeseen weisen einen pH-Wert von unter 2,8 auf und sind damit so sauer wie Essig. Überdies können wegen Standsicherheitsproblemen die Areale häufig nur eingeschränkt betreten werden. Konkret: Tagebauseen sind aufgrund von Rutschungsgefahren sowie der mangelhaften Wasserqualität derzeit weit überwiegend nicht nutzbar. Allen voran in Mitteldeutschland sind zahlreiche bereits sanierte Restlöcher gesperrt, in der Lausitz betrifft das insgesamt 10.000 Hektar Wasserflächen.

### Landwirtschaft

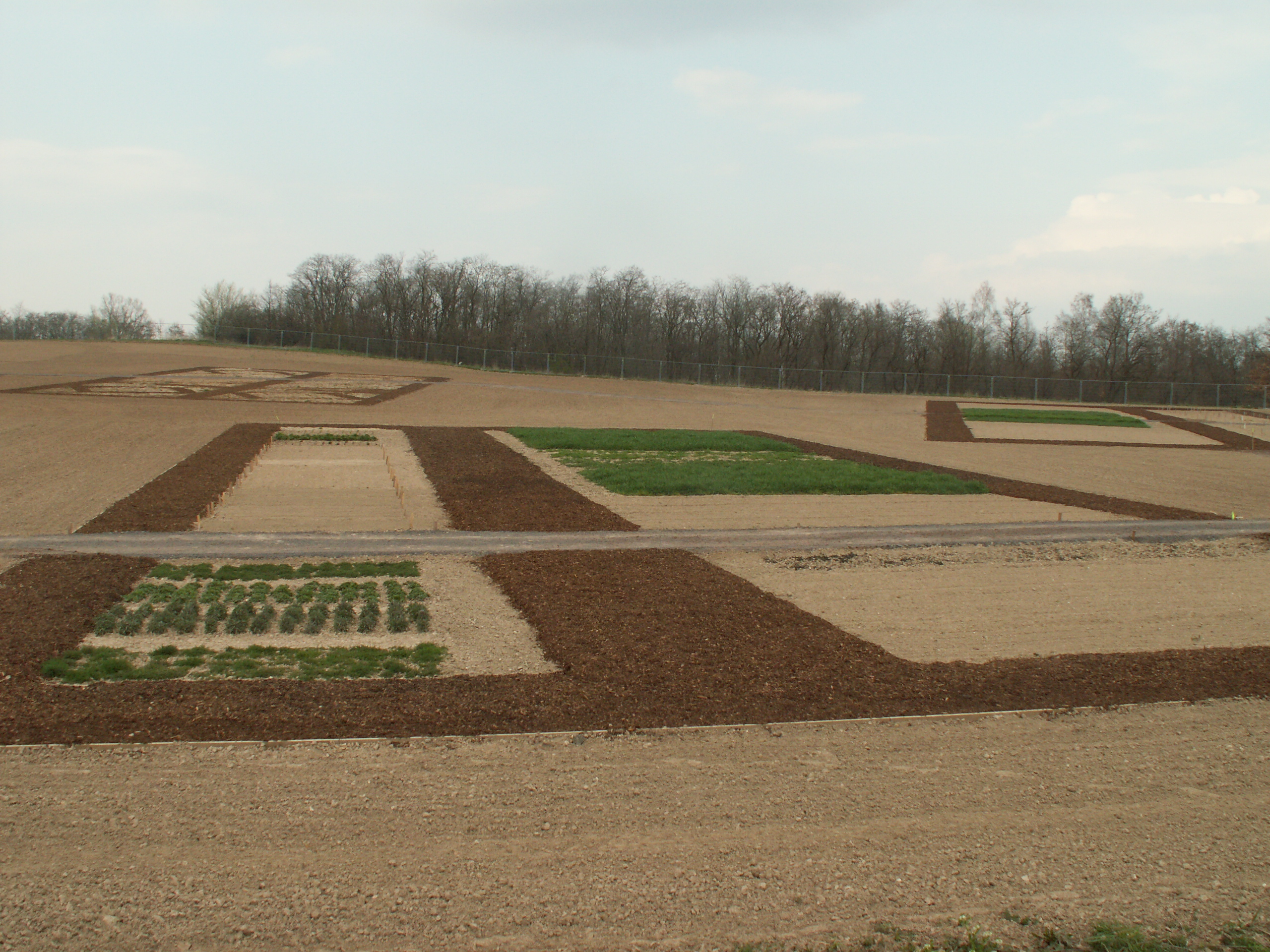
Beispiele Ackerflächen als Bergbaufolgelandschaft in Ronneburg, 2007

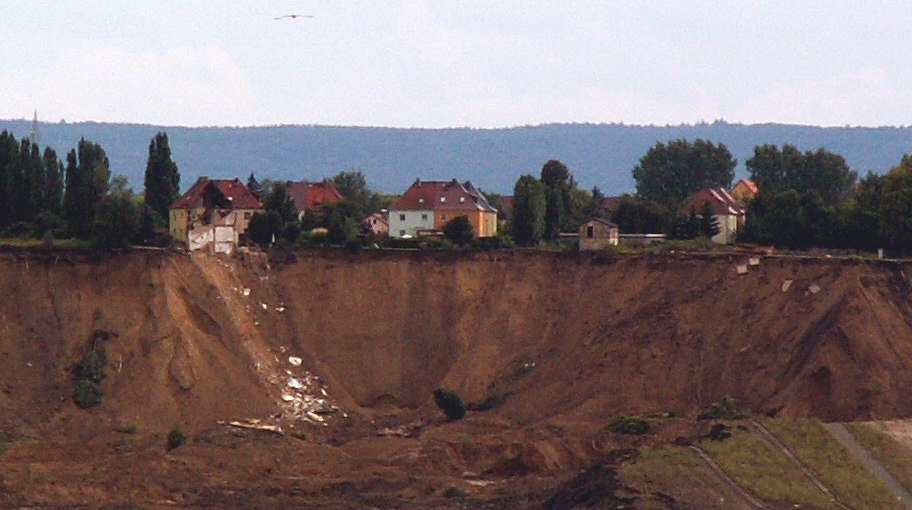
Rutschung bei Nachterstedt, 2009

Die Rekultivierung einer Bergbaufolgelandschaft als landwirtschaftliche Nutzfläche ist ebenfalls mit erheblichen Folgekosten verbunden. So können Neulandböden nur selten das landwirtschaftliche und ökologische Potenzial ihrer Vorgänger erreichen. Mittlerweile gilt es als unumstritten, das ackerbaulich genutzte Bergbaufolgeflächen auch nach Jahrzehnten nicht die Standortqualität der Altflächen erreichen. Ökolandbau ist für lange Zeit vollkommen unmöglich. Die Erträge auf den rekultivierten Ackerflächen erreichen trotz aller Bemühungen erst nach 60 bis 80 Jahren das Niveau gewachsener Böden aus ähnlichen Substraten. Bis dahin können diese Felder nur mit Tonnen an Dünger sowie Kalk und großen Mengen Gülle fruchtbar gehalten werden.
Im Idealfall sollte der durch Abbaumaßnahmen anfallende Oberboden nach Schichten und Horizonten getrennt gelagert und bei der anschließenden Flächenrekultivierung wiederverwendet werden. Jedoch hat die belebte Bodenschicht nur eine Dicke von 20 bis 30 Zentimetern, ein Abraumbagger aber einen Schaufelraddurchmesser von zwölf Metern und eine Abtragstiefe von drei Metern. Beim Ab- und Wiederauftragen werden deshalb belebter Oberboden und unbelebter Unterboden vermischt. Auf den rekultivierten Standorten befindet sich sodann unter der rund einen Meter dicken künstlichen Oberbodenschicht eine etwa 100 Meter mächtige Zone aus aufgeschüttetem Abraum, in dem sämtliche Grundwasserleiter zerstört sind. Weil die Agrarflächen aus Bodenteilchen bestehen, die nicht zusammenhalten, ist das ganze Gefüge instabil und für bis zu 30 Jahre kaum beanspruchbar.
Zu weiteren Bewirtschaftungshindernissen führt, dass nach Abschluss der Bergbauarbeiten das Wasser auf den ehemaligen Tagebauflächen meist höher als ursprünglich steht. Durch den Anstieg des Grundwassers vernässen die Flächen. Ein Beispiel dafür ist die Tiefkippe Schlaitz. Der hier nach Beendigung der Rekultivierungsmaßnahmen erfolgte Wasseranstieg führte dazu, dass die zur landwirtschaftlichen Nutzung angelegten Flächen aufgegeben werden mussten. Das teuer rekultivierte Gelände wurde kurzerhand zum Naturschutzgebiet erklärt und sich selbst überlassen.
Zwar wird der Abraum beim Wiederaufschütten und bei der Rekultivierung verdichtet, aber immer wieder kommt es zu Rutschungen und sogenannten Setzungsfließen, wenn sich das wiederansteigende Grundwasser seine Wege sucht. Auch Böschungen und Kippenränder sind davon betroffen. So verschlang im Jahr 2009 eine solche Massenbewegung bei Nachterstedt in Sachsen-Anhalt zwei Häuser; drei Menschen starben. Es folgten aufwendige und teure Sicherungsmaßnahmen, bei denen zwölf Doppelhaushälften und 48 Nebengebäude abgerissen wurden. Während der Sanierungsarbeiten kam es am 28. Juni 2016 erneut zu einer Rutschung. Ähnlich ist die Situation in Sachsen, hier wurden bis zum Jahr 2014 aufgrund von Rutschungsgefahr 12.672 Hektar bereits sanierte Kippenflächen gesperrt. Nur ein Jahr später waren es schon 23.000 Hektar. Wann sie wieder als sicher gelten können, ist bei den meisten ungewiss.
Die Rückkehr des Grundwassers verursacht nicht nur Stabilitätsprobleme. Steigt es – was die Regel ist – über das ursprüngliche Niveau an, muss mittels Pumpen das Wasser über Kanäle in Bäche und Flüsse abgeleitet werden. Ein derartiges Pumpensystem kostet beispielsweise in Hoyerswerda allein im Unterhalt jährlich etwa eine halbe Million Euro. Noch extremer ist die Situation im Ruhrgebiet, wo die Ewigkeitskosten pro Jahr bei rund 220 Millionen Euro liegen. Davon entfallen etwa 30 Prozent auf Grundwasserniederhaltungsanlagen, da andernfalls fast ein Fünftel der Region unter Wasser stünde, wenn nicht gepumpt würde. Betroffen ist vor allem das Kernrevier, wo auch die meisten Menschen wohnen. Über eine Milliarde Kubikmeter Grundwasser müssen hier rund 180 Pumpen jedes Jahr bewegen, damit das Gebiet künstlich trockengehalten werden kann. Diese Pumpen müssen ewig laufen, sonst wäre das Ruhrgebiet innerhalb weniger Jahre eine Seenplatte.
Aber auch dem nicht genug: Durch das in Kanäle abgepumpte oder in rekultivierten Ackerflächen aufsteigende Grundwasser gelangen Eisen- und Sulfatkonzentrationen in die Flüsse. Besonders betroffen davon ist Mitteldeutschland. In der Lausitz stellt die Verockerung der Spree nicht nur eine ernsthafte Gefahr für die Tourismusregion Spreewald, sondern mittlerweile sogar für die Trinkwasserversorgung von Berlin dar.
Insgesamt haben die Tagebaue in Sachsen, Brandenburg, Sachsen-Anhalt und Thüringen 41 Grundwasserkörper beschädigt. Davon sind zwölf so erheblich zerstört, dass sie die EU-Vorgaben nicht erreichen. Daran wird sich auf unabsehbare Zeit auch nichts ändern. Zwischen den Jahren 1992 und 2016 haben Bund und Länder allein für die Sanierung der Bergbaufolgelandschaften im Lausitzer- und Mitteldeutschen Braunkohlerevier 10,2 Milliarden Euro investiert. Für die Jahre 2018 bis 2022 flossen 1,2 Milliarden Euro und für den Zeitraum 2023 bis 2027 beläuft sich der Gesamtrahmen auf weitere 1,44 Milliarden Euro.

### Forstwirtschaft

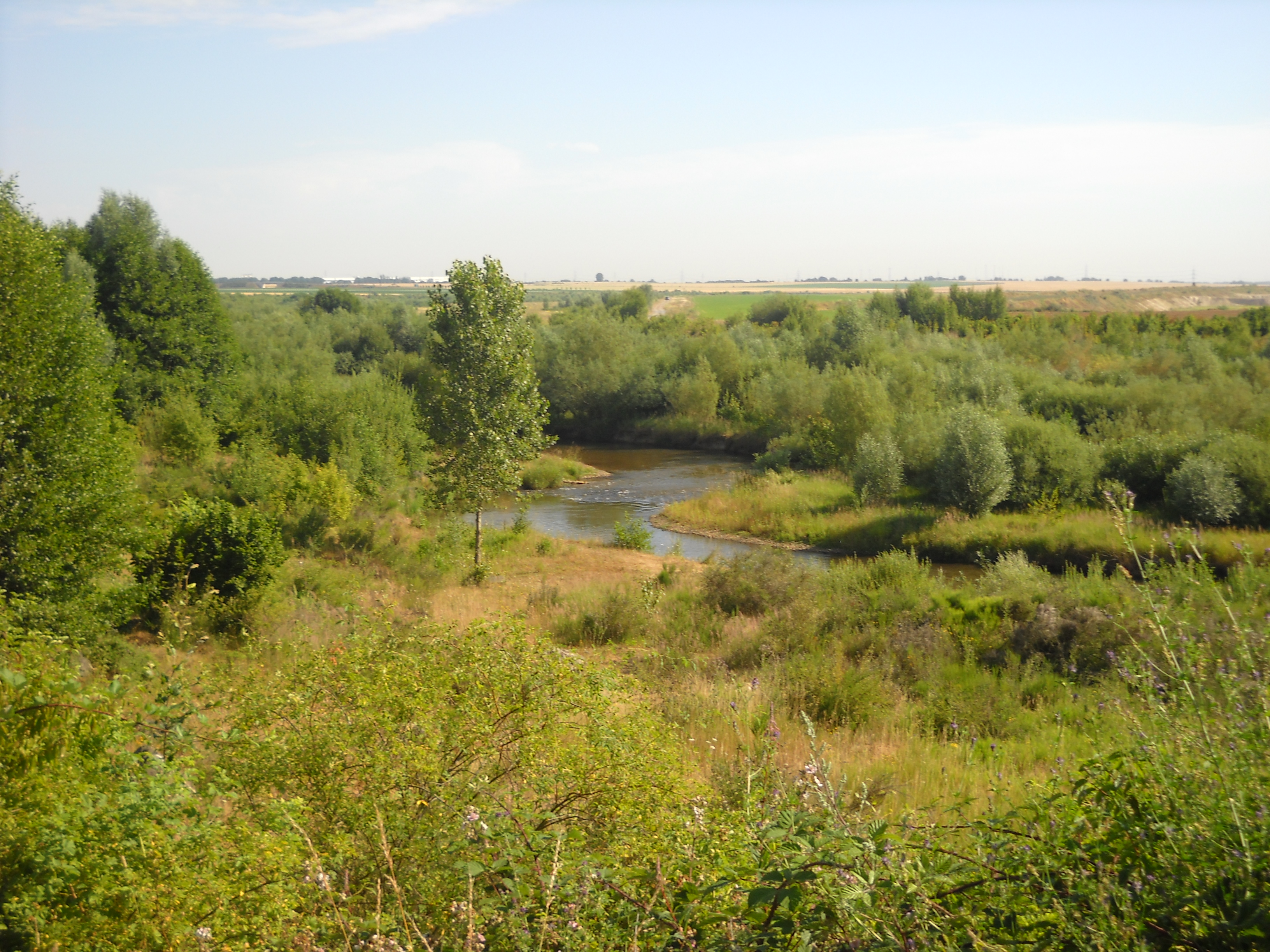
Teil einer renaturierten Bergbaufolgelandschaft des früheren Tagebau Inden, 2010

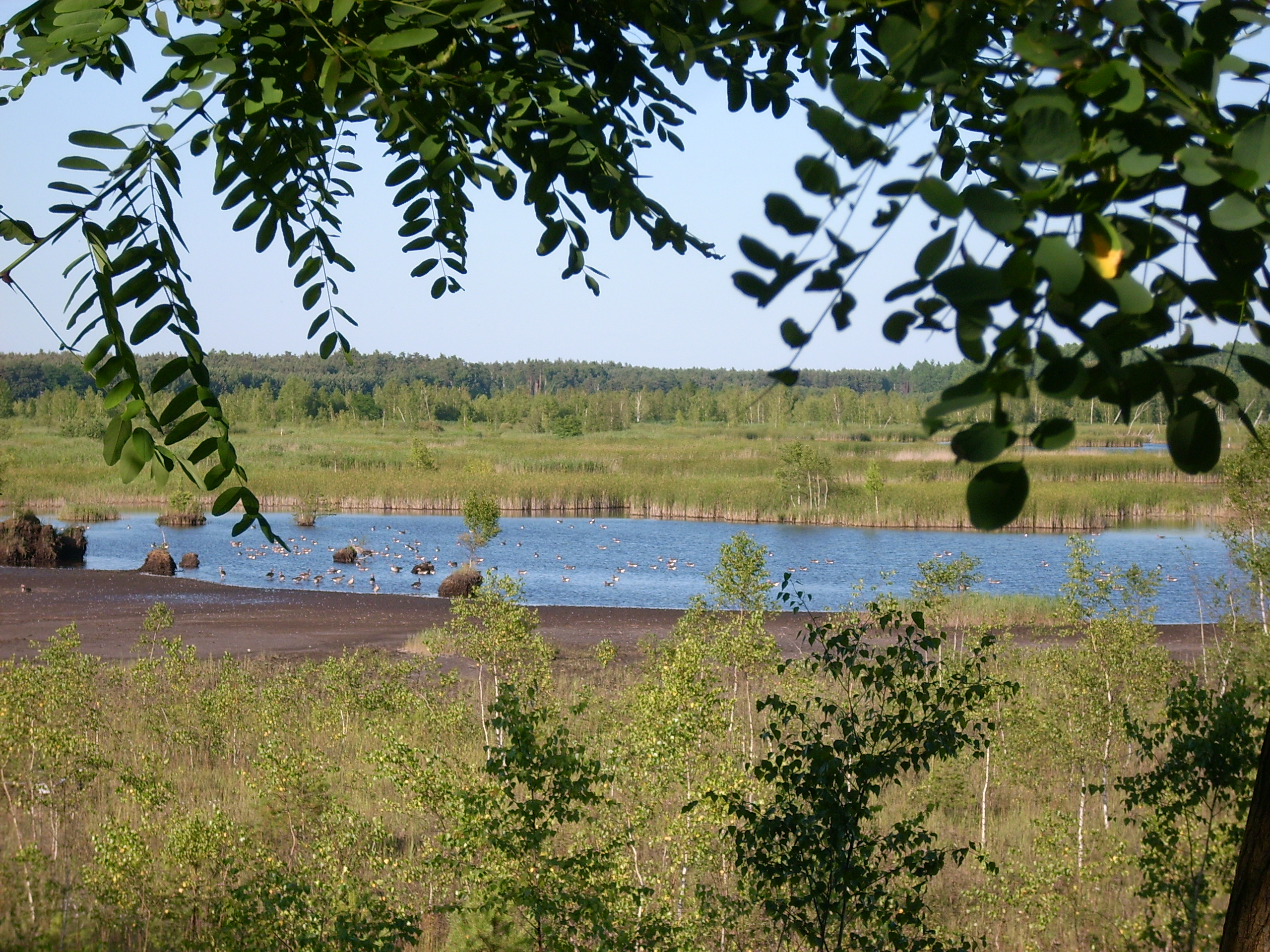
Aufforstung der Bergbaufolgelandschaft am Graureihersee, 2013

Die Aufforstung einer Bergbaufolgelandschaft zählt zu den teuersten und zeitlich längsten Sanierungen. Um einen Wald wieder aufzuforsten, müssen Maschinen die Flächen der ehemaligen Tagebaue mit einer Lehm-Sand-Schicht von mindestens zwei Metern überziehen, die Flächen planieren, kalken und düngen, den Boden über mehrere Jahre mit Stickstoff und Humus anreichern und dann mit meist ein- bis zweijährigen Bäumchen bepflanzen. Allerdings sind das oft die wenig anspruchsvollen Kiefern und Birken – oder sogar invasive Arten wie die schnell wachsende Robinie. Der hohe materielle und finanzielle Einsatz führt in allen Fällen zu hohen volkswirtschaftlichen Verlusten, da die Kosten für die Sanierung weder durch den Verkauf der forstlich rekultivierten Bergbaufolgeflächen, noch durch Erlöse aus dem Verkauf von Holz wieder zurückfließen.
Waldböden benötigen einen lockeren Humusboden. Die Verschüttung der Haldensubstrate erfolgt jedoch oft von Fließbändern aus großer Höhe, wobei das Bodenmaterial beim Aufprall verdichtet wird. Dadurch kann sowohl Wassermangel als auch Staunässe auftreten, was im Wurzelbereich zu Sauerstoffmangel führt. Der erhöhte Oberflächenabfluss auf den verdichteten Böden verursacht Wassererosion bis hin zur Ausbildung von Gräben. Dazu sind Haldenrohböden in der Regel frei von Mykorrhiza-Pilzen, die nur langsam wieder einwandern und bei über längere Zeit fehlenden Wirtspflanzen wieder zurückgehen. Diese Pilze zählen zu den wichtigsten Faktoren bei der Primärsukzession auf Bergbauhalden. Die Mehrzahl der Gehölzarten, die auf die Symbiose mit Pilzen angewiesen sind, können ohne Mykorrhiza den Standort Halde nicht besiedeln. Selbst Baumarten, die mit Mykorrhiza-Pilzen keine Symbiose eingehen, zeigen höhere Ausfallraten, wenn diese im Boden fehlen.
Ebenfalls aufgrund der Bodenverdichtung können Kippenböden oft nur geringe Mengen pflanzenverfügbaren Wassers speichern. In der warmen Jahreszeit trocknen die exponierten Haldenböden bei hoher Sonneneinstrahlung stark aus, wobei sie von Rissen durchzogen werden. Die Verdunstung wird durch hohe Windgeschwindigkeiten verstärkt, da die Oberflächenrauigkeit der ausgeräumten Bergbaufolgelandschaften aufgrund fehlender Vegetation nur gering ist. Die Pflanzen auf diesen Standorten sind somit einem erheblichen Trockenstress ausgesetzt. Zudem kann es zur mechanischen Destabilisierung der Pflanzen durch Wind kommen. Die Böden sind durch Winderosion stark gefährdet. Stoßen zudem die Wurzeln bei ihrem Wachstum in unteren Schichten auf Tertiärsubstrate, gehen die Bäume auch nach Jahren schlagartig ein.
Die Aufforstung von Tagebaufolgeflächen ist aufgrund der geschilderten ungünstigen Standortbedingungen mit erheblichen Schwierigkeiten verbunden. Um diese zu umgehen, werden auf den Kippenböden häufig mit großen technischen und finanziellen Aufwand über die mehr oder weniger sterilen Abraumschichten bis zu einem Meter Mutterboden aufgebracht. Parallel müssen neben regelmäßiger Bewässerung ständig Kalk und NPK-Dünger eingebracht werden. Eine kontinuierliche Düngung und Nachkalkung ist über Jahre erforderlich, um das Überleben der Bäume auf Dauer zu gewährleisten. Zwischen den aufgeführten, jeweils für sich schon problematischen Faktoren bestehen zusätzlich Wechselwirkungen mit Negativ-Effekten für das Pflanzenwachstum, die zu hohen Ausfallraten von Jungpflanzen führen.
Mehreren Umweltforschern zufolge ist der Verlust an Waldflächen nicht ausgleichbar. Selbst das Minimalziel, mindestens flächengleiche neue Wälder zu begründen, wurde bisher in keinem Bundesland erreicht. Trotz unbestrittener Weiterentwicklung der Rekultivierungstechnik musste festgestellt werden, dass die Rückbesiedlung der rekultivierten Waldbereiche nicht für alle Arten möglich ist. Die Frage nach dem langfristigen Erfolg der heute angewandten Sanierungsmethoden, sowie die Frage der Stabilität der entstandenen Kippenforste und die Frage der Nachhaltigkeit der Ökosystementwicklung in den durch Tagebau stark veränderten Landschaften, ist noch ungeklärt. Letztendlich wird die Rekultivierung auf absehbare Zeit nicht in der Lage sein, den Verlust von Altwald-Ökosystemen zu ersetzen.

### Truppenübungsplätze
Grundsätzlich sind Tagebaufolgelandschaften gemäß der Richtlinie zur nachhaltigen Nutzung von Übungsplätzen in Deutschland des Bundesministeriums für Verteidigung als Truppenübungsplätze nicht geeignet.
Für diese Zwecke müsste das Gelände verschiedene Nutzungsarten bieten. So sind 60 Prozent der Sperrgebiete Wald; der Rest Freigelände, meist Dünen oder Heide. Der Wald stellt Anforderungen besonderer, eigener Art an die Einsatz- und Gefechtsführung. In den Freigeländeanteilen sollen vielfältige Gestaltungsformen der naturnahen Kulturlandschaft der jeweiligen Region konzentriert enthalten sein. Die bewaldeten Flächen dienen der Ausbildung in gefechtstypischen Verhaltensweisen wie Tarnung, Schutz und Deckung. Hierzu soll nach Vorgabe des Bundesministeriums der Verteidigung der Wald sowohl großflächig, aber auch klein parzelliert und in der in Mitteleuropa bewirtschafteten Form entwickelt sein. Das offene Gelände ist von besonderer Bedeutung für die Operationsführung, muss aber gleichfalls über Deckungsmöglichkeiten verfügen.
Keine dieser Eigenschaften werden von Tagebaufolgelandschaften erfüllt. Selbst als Schieß- oder Zielbombenabwurf-Testgelände sind die instabilen Tagebaulandschaften ungeeignet, da die Einschläge in ihrer Wirkung keine Vergleiche zu natürlichen Geländeböden in Krisenregionen zulassen.

### Naturschutzgebiete
In Deutschland steht seit Ende der 1980er Jahre bei der Sanierung von Bergbaufolgelandschaften die Rekultivierung im Vordergrund. Die Ansprüche an die Flächen der neu entstandenen Landschaften sind „Nutzungsansprüche“. Ökologen und Planer haben seit Beginn des 21. Jahrhunderts eine Vielzahl von Konzepten entwickelt, die durch unterschiedliche Zielvorstellungen und Maßnahmen charakterisiert sind. Dabei stehen sich Befürworter klassischer Folgenutzungen (Badesee, Land- und Forstwirtschaft) und Befürworter sich spontan ansiedelnder Flora und Fauna auf ehemaligen Abbauarealen gegenüber. Letztere fordern als Ausgleich und Ersatz für die Zerstörung der vorbergbaulichen Landschaften eine Förderung der Renaturierung anstelle einer generellen Rekultivierung („Wald statt Forst“).
Obwohl die Renaturierungsökologie eine junge wissenschaftliche Disziplin ist, setzt sich zunehmend die Erkenntnis durch, dass die Rekultivierung auf absehbare Zeit nicht in der Lage sein wird, den Verlust von Altwald-Ökosystemen zu ersetzen und Neulandböden nur selten das landwirtschaftliche und ökologische Potenzial ihrer Vorgänger bieten. Allerdings lassen sich auch durch Renaturierung zerstörte Flächen nicht wieder komplett in den Zustand vor der Schädigung versetzen. Unter anderem bleibt die Biodiversität auf den renaturierten Flächen geringer als vor der Störung, auch der Kohlenstoffkreislauf und der Stickstoffkreislauf weisen nach der Renaturierung geringere Werte auf als die ursprünglichen Ökosysteme. Die Wiederherstellung von Flächen, die durch menschliche Nutzung geschädigt wurden, ist somit kein Ersatz für den vorbeugenden Schutz von Ökosystemen.

## Entwicklungsstadien
Fachlich wird zwischen Bergbaulandschaften und Bergbaufolgelandschaften unterschieden:
- Bergbaulandschaft ist die Landschaft während und nach der Abbautätigkeit, aber vor der Entlassung aus der Bergaufsicht.
- Bergbaufolgelandschaft ist die aus der Bergaufsicht entlassene Bergbaulandschaft, unabhängig davon, ob und wie viele technische Maßnahmen zur Wiederherstellung von naturnahen Lebensräumen stattgefunden haben.[41]

Bergbaulandschaften, darunter sind sowohl die direkt als auch die indirekt von der bergbaulichen Tätigkeit beeinflussten Räume zu verstehen, durchlaufen vom Zeitpunkt der vorbergbaulichen Landschaft bis zu einem „stabilen Endzustand“ mehrere Phasen:
| Landschaftliches Entwicklungsstadium                           | Landschaftliche Entwicklungsphase                            | Landschaftliche Zustände (Auswahl) |
| -------------------------------------------------------------- | ------------------------------------------------------------ | --- |
| Vorbergbauliches Entwicklungsstadium                           | Kulturlandschaft                                             | Waldlandschaft Auenlandschaft Ackerlandschaft Siedlungen |
| Bergbauliches Entwicklungsstadium                              | Aufschluss                                                   | Absenkung des Grundwasserspiegels Zerstörung der Vegetationsdecke Devastierung Abraumbeseitigung |
|                                                                | Gewinnungs- und Betriebsphase                                | Zunahme von Devastierungen Entstehung von Abraumhalden Entstehung von Restlöchern |
|                                                                | Rekultivierung- und Sanierungsphase (Bergbaufolgelandschaft) | Böschungsabflachung Planierung Melioration Düngung Ansaat Aufforstung Flutung |
| Nachbergbauliches Entwicklungsstadium (Bergbaufolgelandschaft) | frühe Sukzession Initialphase (etwa bis 5 Jahre)             | häufig starke Morphodynamik beginnende Bodenentwicklung instabile hydrologische Verhältnisse Aufwuchs erster Pionierpflanzen                                                                                                   |
|                                                                | andauernde Sukzession (etwa 50 bis 100 Jahre)                | nachlassende geomorphologische Prozessdynamik Humusbildung Entwicklung Bodenwasserhaushalt Stabilisierung Wasserhaushalt bei Seen Herausbildung von Pflanzen- und Tiergemeinschaften hohe Artenvielfalt und Besiedlungsdynamik |
|                                                                | fortgeschrittene Sukzession (ab 50, meist 100 Jahre)         | Stabilisierungs- und Gleichgewichtsphase meist geringe Morphodynamik Fortsetzung bodenbildender Prozesse Einstellung stabiler hydrologischer Verhältnisse Etablierung stabiler Populationen                                    |